# 相对论传媒
相对论传媒（英語：或RelativityMedia、Relativity）是一家美国电影制作发行公司，总部位于加州洛杉矶县的西好莱坞。
2015年7月30日，該公司被美國法院以第11章附屬第11節申請破產後，進行拖延貸款。

## 简介
相对论传媒是家从事电影、电视制作与发行，参与大公司出品电影的联合投资，音乐唱片，体育，数码媒体等多种娱乐产业的公司。制作的電影通常是由環球影業、哥倫比亞電影公司和獅門娛樂所發行，而近年來也開始嘗試自己發行電影。

## 电影
公司参与制作、发行了超过200部影片。有37部电影登上北美票房榜冠军，58部电影的全球票房超过1亿美圆。总计获得过60个奥斯卡奖提名，主要有：《燃燒鬥魂》、《社群網戰》、《狼嚎再起》、《正經好人》、《請問總統先生》、《贖罪》、《美國黑幫》和《決鬥猶馬鎮》。
近年来的著名作品有: 
- 《星際飆客》
- 《伴娘我最大》
- 《藥命效應》
- 《世界異戰》
- 《魔女神兵》
- 《門當父不對之我才是老大》
- 《燃燒鬥魂》
- 《社群網戰》
- 《特務間諜》
- 《神偷奶爸》
- 《亞當等大人》
- 《最後一封情書》
- 《伴侶度假村（英语：Couples Retreat）》
- 《戰神世紀》
- 《屍樂園》
- 《醉後大學生》
- 《超急情聖》
- 《大白鯊3D》
- 《重裝教士》
- 《莎士比亞的祕密（英语：Anonymous (film)）》[4]。

## 争议
相对论传媒在中国维权人士陈光诚家乡临沂拍电影《醉後大學生》时，由于临沂地方当局对陈光诚的迫害，美国女权无疆界组织要求其停止在当地拍摄。